# Agustín Carstens

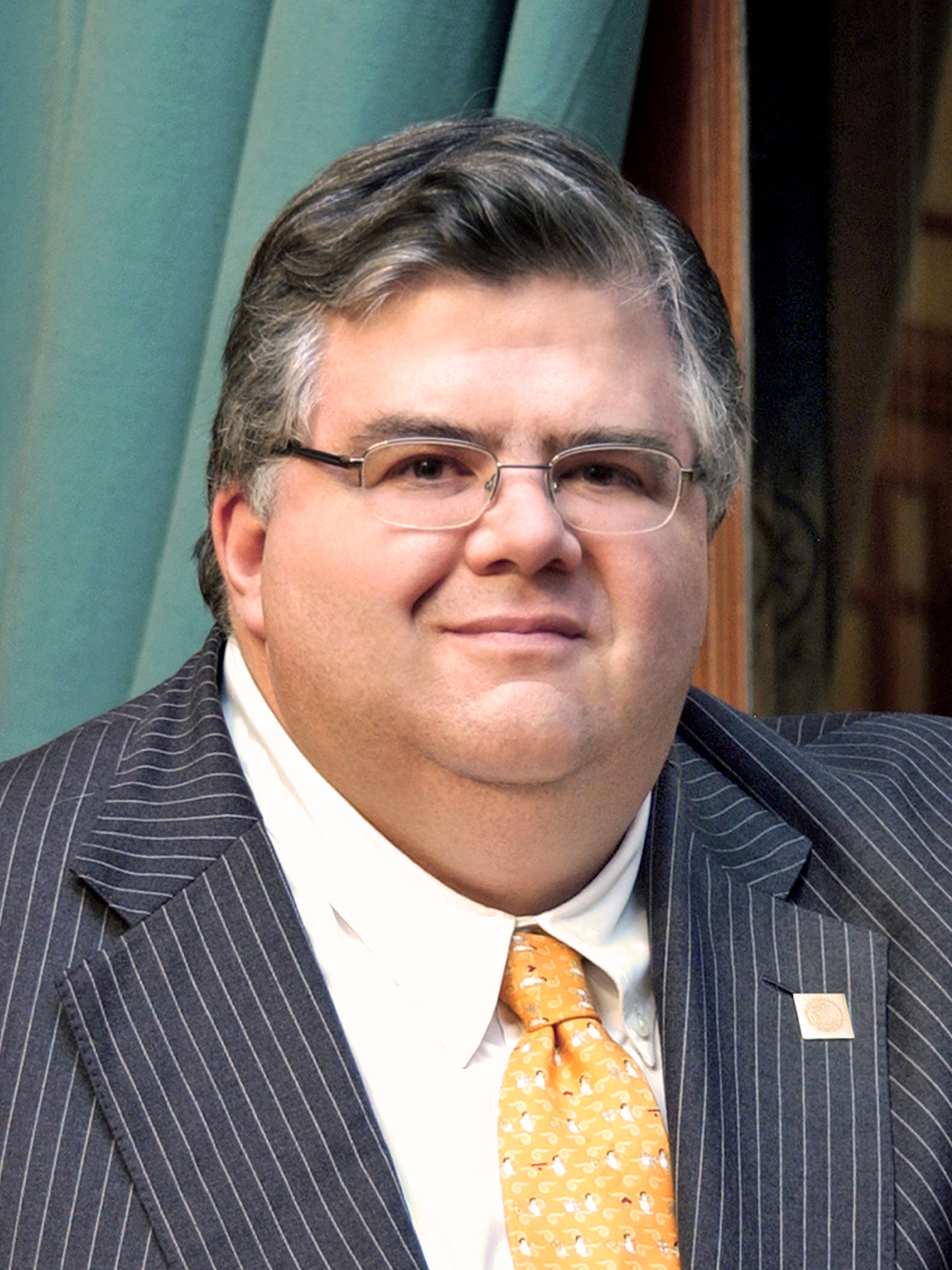
Agustín Carstens (2010)

Agustín Guillermo Carstens Carstens (* 9. Juni 1958 in Mexiko-Stadt) ist ein mexikanischer Ökonom. Vom 1. Dezember 2017 bis zum 30. Juni 2025 war er General Manager der Bank für Internationalen Zahlungsausgleich (BIZ) in Basel.

## Leben
Carstens wurde 1958 in Mexiko-Stadt geboren. Er studierte Wirtschaftswissenschaften am Instituto Tecnológico Autónomo de México und der Universität Chicago. In Chicago schloss er sein Studium 1983 als Master ab und graduierte 1985 zum Ph.D. Bereits 1980 arbeitete er für die Banco de México, wo er bis 1999 blieb. Unter anderem war er dort Ende der 1980er Jahre an der Umschuldung mexikanischer Staatsschulden in Brady-Bonds beteiligt. 1999 wechselte er zum Internationalen Währungsfonds, war dort Exekutivdirektor der von Mexiko geführten Ländergruppe und von 2003 bis 2006 Stellvertreter des IWF-Generaldirektors. 2006 wurde er als Parteiloser zum Finanzminister Mexikos berufen. Auf Vorschlag des mexikanischen Präsidenten und mit Zustimmung des Senates wurde er am 28. Dezember 2009 zum neuen Gouverneur der Zentralbank ernannt mit einer vorgesehenen Amtszeit vom 1. Januar 2010 bis zum 31. Dezember 2015.
2011 kandidierte er gemeinsam mit der französischen Wirtschafts- und Finanzministerin Christine Lagarde um das Amt des IWF-Direktors, das durch den Rücktritt von Dominique Strauss-Kahn frei wurde. Christine Lagarde wurde als Nachfolgerin gewählt.
Vom 1. Dezember 2017 bis zum 30. Juni 2025 war er General Manager der Bank für Internationalen Zahlungsausgleich in Basel tätig, sein Nachfolger ist Pablo Hernández de Cos.

## Veröffentlichungen (Auswahl)
- A study of the Mexican peso forward exchange market. (Chicago 1985, PhD thesis)
- Foreign exchange and monetary policy in Mexico, Columbia Journal of World Business 1994
- One Year of Solitude: Some Pilgrim Tales About Mexico’s 1994—1995 Crisis, American Economic Review 1996 (gemeinsam mit Francisco Gil-Diaz)
- Capital flows and the financial crisis in Mexico, Journal of Asian Economics 1998.
- Monetary Policy and Exchange Rate Choices for Mexico, Cuadernos de Economía–Latin American Journal of Economics 2000

## Sonstiges
Im April 2012 sagte Carstens in seiner Funktion als Mexikos Zentralbankgouverneur, er sei überrascht, dass die Weltbank nicht schon längst eine Mission nach Griechenland geschickt hat. Die Weltbank, die bislang nur in Entwicklungs- und Schwellenländern tätig ist, müsse dringend in überschuldeten Industrieländern aktiv werden.
Im Februar 2018 sagte Carstens in seiner Funktion als General Manager der Bank für Internationalen Zahlungsausgleich: „Die Behörden müssen bereit sein, gegen die invasive Verbreitung von Kryptowährungen tätig zu werden, um Verbraucher und Anleger zu schützen. Neue Technologie ist nicht gleichzusetzen mit besserer Technologie oder wirtschaftlichem Fortschritt. Dies gilt eindeutig für Bitcoin: Was vielleicht ursprünglich als alternatives Zahlungssystem ohne staatliche Beteiligung gedacht war, ist inzwischen zu einer Mischung aus Finanzblase, Ponzi-System und Umweltkatastrophe geworden.“